# Sym
Pour l’article homonyme, voir SYM pour la marque de motocyclettes, scooters et quads.
Le Sym (en russe : Сым), appelé Sym droit (Правый Сым) dans son cours supérieur, est une rivière de Russie qui coule dans le krai de Krasnoïarsk, en Sibérie orientale. C'est un affluent direct de l'Ienisseï en rive gauche.

## Géographie
Le bassin versant du Sym a une superficie de 31 600 kilomètres carrés, surface légèrement supérieure à celle de l'Albanie ou de la Belgique.
Le Sym naît dans une vaste zone de taïga presque inhabitée, à 180 mètres d'altitude, dans la partie nord-ouest du krai de Krasnoïarsk, au nord-est de la plaine de Sibérie occidentale, juste à la frontière du district autonome des Khantys-Mansis et non loin de la source du Vakh, affluent de l'Ob. Après sa naissance, la rivière prend la direction du sud-ouest sur une cinquantaine de kilomètres, après quoi elle adopte la direction du sud-est. Traversant ainsi une partie de taiga du nord-est de la plaine de Sibérie occidentale, elle se rapproche progressivement du lit de l'Ienisseï. Elle finit par se jeter dans le fleuve en rive gauche, 5 kilomètres en aval de la petite ville de Yartsevo.

## Gel - Navigabilité
Le Sym est habituellement pris par les glaces depuis la deuxième quinzaine d'octobre ou la première quinzaine de novembre, jusqu'à la fin du mois d'avril ou au début du mois de mai.
En dehors de cette période, il est navigable sur 265 kilomètres en amont de son point de confluence.

## Hydrométrie - Les débits mensuels à Sym
Le débit du Sym a été observé pendant 36 ans (sur la période 1957 à 1996) à Sym, petite localité située à 215 kilomètres de son point de confluence avec l'Ienisseï à 71 mètres d'altitude. 
Le débit inter annuel moyen ou module observé à Sym, durant cette période était de 189 m3/s pour une surface étudiée de 22 800 km2, soit 72 % de la totalité du bassin versant de la rivière qui en compte 31 600.
La lame d'eau écoulée dans ce bassin se monte ainsi à 262 millimètres par an, ce qui peut être considéré comme assez élevé, mais correspond aux résultats des mesures effectuées sur les autres cours d'eau de la région. 
Cours d'eau alimenté par la fonte des neiges, mais aussi par d'assez abondantes pluies d'été et d'automne, le Sym a un régime nivo-pluvial. 
Les hautes eaux se déroulent au printemps, aux mois de mai et surtout de juin, ce qui correspond au dégel et à la fonte des neiges du bassin. Au mois de juillet, le débit baisse fortement, puis il se stabilise jusqu'au mois d'octobre.
Au mois de novembre, le débit de la rivière faiblit à nouveau, ce qui mène à la période des basses eaux. Celle-ci a lieu de décembre à avril inclus. 
Le débit moyen mensuel observé en mars (minimum d'étiage) est de 72,1 m3/s, soit plus ou moins 11,5 % du débit moyen du mois de juin (626 m3/s), ce qui souligne l'amplitude très modérée des variations saisonnières, du moins dans le cadre sibérien où les écarts sont souvent très importants. Ces écarts de débit mensuel peuvent cependant être plus marqués d'après les années. Ainsi sur la durée d'observation de 36 ans, le débit mensuel minimal a été de 38,0 m3/s en janvier 1980, tandis que le débit mensuel maximal s'élevait à 1 090 m3/s en juin 1983.
En ce qui concerne la période libre de glaces (de juin à septembre inclus), le débit minimal observé a été de 92,2 m3/s en septembre 1988, ce qui restait bien confortable.  